# Lepthyphantes nigridorsus
Lepthyphantes nigridorsus là một loài nhện trong họ Linyphiidae.
Loài này thuộc chi Lepthyphantes. Lepthyphantes nigridorsus được Lodovico di Caporiacco miêu tả năm 1935.